# Боуфишинг

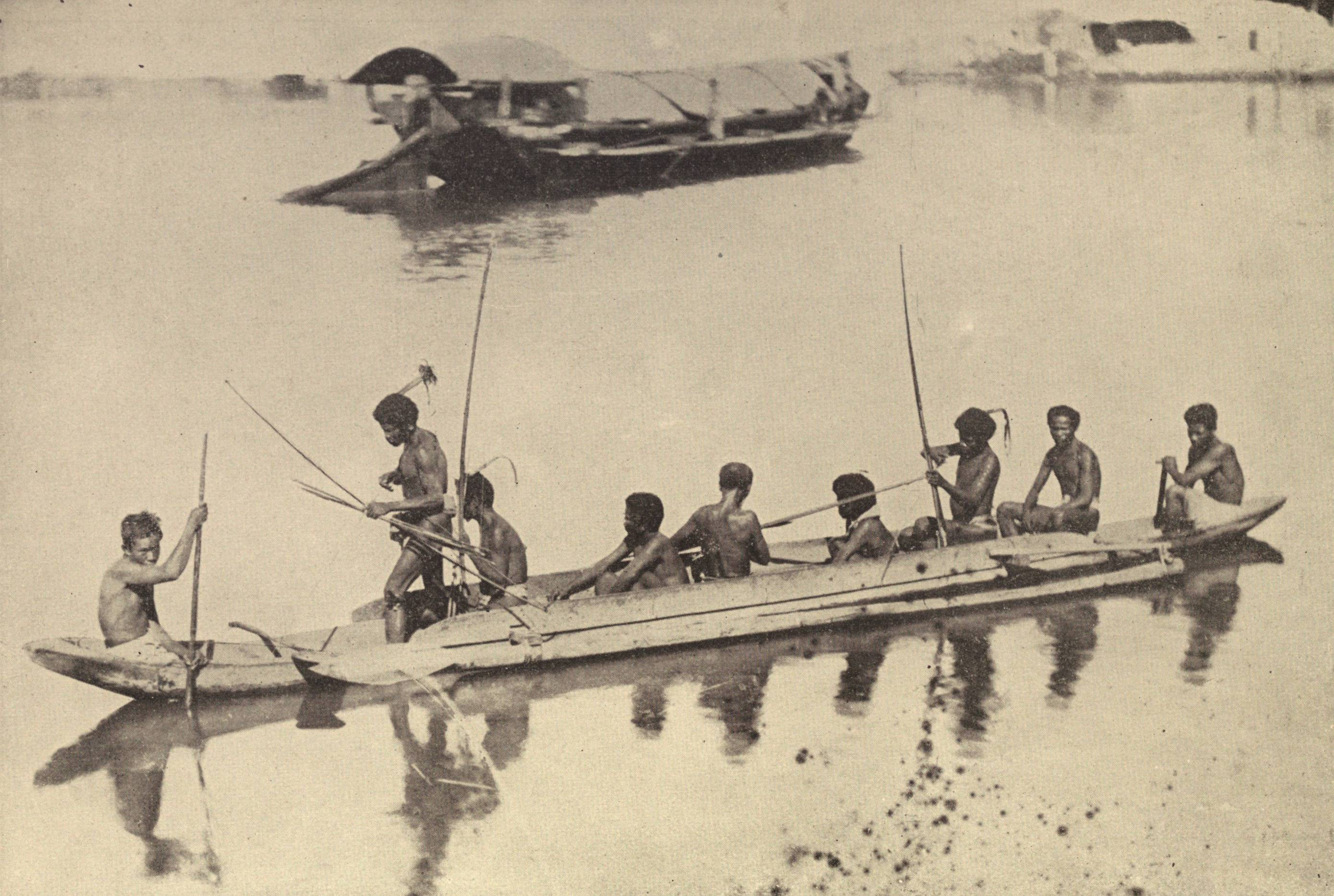
Аборигены на Филиппинах охотятся с луком на рыбу.

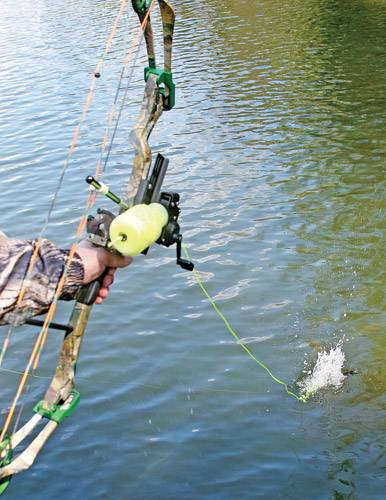
Рыбалка с помощью лука

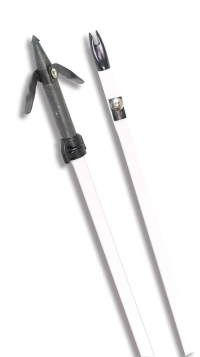
Стрела-гарпун для боуфишинга

Боуфишинг (англ. Bowfishing: bow — лук, fishing — рыбалка) — метод рыбной ловли с использованием луков, арбалетов и стрел. В рыбу стреляют специальной стрелой, которая привязана прочной верёвкой к катушке на луке. Таким способом ловят в основном пресноводных рыб, плавающих близко к поверхности воды. В солёной воде так ловят скатов и акул.
В России Bowfishing считается браконьерством, заниматься им можно только в специально отведённых для этого водоёмах.

## Снаряжение

### Луки
Как правило, для боуфишинга используется простой и легкий лук. У большинства луков для рыбалки даже нет прицела, так как в боуфишинге на прицеливание просто может не быть времени. Обязательное оснащение лука — катушка и специальные стрелы. Существуют два основных типа луков: традиционные и блочные. Из какого удобнее стрелять в рыбу, выбор охотника.

### Стрелы
Стрелы для рыбалки (гарпуны) намного тяжелее и мощнее, чем обычные. Внутри они не полые. Оперение на них не используется, так как стрельба обычно ведется на короткой дистанции, а всплеск от оперения может спугнуть рыбу. Вдобавок ко всему, оперение сильно меняет баллистические свойства стрелы под водой.

### Леска
Леска для Bowfishing изготавливается из плетёного нейлона, лавсана и имеет, как правило, цвет зелёного лайма или оранжевого неона. Обычно используют леску, выдерживающую силу натяжения от 80 до 400 фунтов (1 фунт = 456 грамм), леска с показателем 600 используется для ловли аллигаторов.

### Катушки
Существует несколько видов катушек для рыбалки с луком, самой простой из которых является катушка с ручным возвратом. После выстрела в рыбу стрела летит, разматывая катушку. Для того, чтобы вытащить пойманную рыбу (или просто стрелу) рыбак наматывает леску на катушку вручную. Существуют и более сложные катушки. Например, как на обычной удочке, когда рыбак заматывает леску при помощи ручки на катушке.

## Техника стрельбы
Из-за того, что стрельба из лука ведется не по наземным мишеням, а по находящимся в воде, перед проведением выстрела необходимо учесть закон преломления света на границе раздела сред с разными показателями преломления. Когда охотник видит цель в воде, она находится не там, а ниже. Соответственно, стрелять нужно под рыбу. Причем, чем острее угол, под которым охотник смотрит на рыбу, тем глубже она находится относительно её визуальной проекции.

## Источник
- Silver, Ars. Электронный ресурс «Скучный офис», раздел Боуфишинг. — Россия, Москва., 2013.